# 타마라 라자코비치
타마라 바실리예브나 라자코비치(Tamara Vasilyevna Lazakovich, 1954년 3월 11일 ~ 1992년 11월 1일)는 1972년 하계 올림픽에 출전한 소련의 예술 체조 선수였다.